# The Phantom (cinessérie)
The Phantom é um seriado estadunidense de 1943 produzido pela Columbia Pictures. Baseado no personagem das histórias em quadrinhos The Phantom, de Lee Falk, estrelava Tom Tyler no papel principal, além de Jeanne Bates como a namorada do Fantasma, Diana Palmer, e "Ace the Wonder Dog", um cão pastor-alemão denominado Devil (que era um lobo na revista original).

## Sinopse
Professor Davidson planeja uma expedição para encontrar a Cidade Perdida de Zoloz. A localização da cidade está contida em sete peças de marfim, das quais três Davidson já possui. Doutor Bremmer, no entanto, pretende encontrar a cidade perdida e usá-la como uma base aérea secreta para o seu país sem nome. Para removê-lo como um obstáculo, ele mata O Fantasma, apenas para que seu filho que retornou recentemente, Geoffrey Prescott, possa herdar a identidade da família e assumir o manto de O Fantasma.

## Elenco

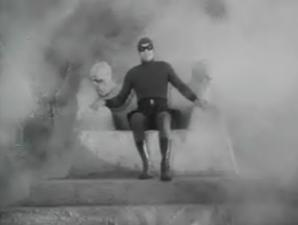
Cena do seriado.

- Tom Tyler ... The Phantom/Geoffrey Prescott, “O Fantasma que Anda” (no Brasil, "O Fantasma"). Tyler tinha uma "quase sobrenatural" semelhança com a personagem.[2] No entanto, ele também é descrito como o Gary Cooper de filmes B.[3]
- Jeanne Bates … Diana Palmer
- Kenneth MacDonald … Dr. Max Bremmer
- Joe Devlin … Singapore Smith
- Frank Shannon … Professor Davidson
- Guy Kingsford … Byron Anderson
- Wade Crosby … Long
- John Bagni … Moku
- Sol Gorss … Andy Kriss
- Stanley Price … Chefe Chota  (não-creditado)
- Dick Curtis … Chefe Tartar (não-creditado)
- Ace the Wonder Dog … Devil (Capeto, no Brasil)
- Edmund Cobb ... Grogan (não-creditado)
- Al Ferguson ... bandido (não-creditado)
- Pat O'Malley ... Joe Miller (não creditado, cap. 1, 3, 4, 7)
- George Chesebro	...	Marsden (não-creditado)
- Kermit Maynard ... Drake (não-creditado)

## Produção
Como a maioria dos seriados, o filme teve um orçamento relativamente baixo. Na série, o nome real do Fantasma é Geoffrey Prescott, enquanto nas histórias em quadrinhos, seu verdadeiro nome é Kit Walker, devido ao nome do "Kit" não ter sido utilizado até aquela época. Aqui, quando está usando a sua fantasia com chapéu, óculos escuros e um casaco de modo a se introduzir na civilização discretamente, o Fantasma pede a Singapura Smith para chamá-lo de "Walker".
A maioria da série foi filmada nas colinas de Hollywood, que foi encarada como a selva africana.

## Lançamentos

### Home media
A série foi lançada em um DVD duplo pela VCI Video em 2001 (reutilizando a arte da capa de sua versão anterior em VHS), com um comentário do escritor Max Allan Collins, bem como outras características especiais, incluindo biografia do ator, galeria de fotos e galeria de histórias em quadrinhos.
Grande parte do diálogo de um dos capítulos (Capítulo 11) tiveram que ser re-dublados por novos atores, por causa de danos na trilha sonora do negativo do filme original, danificada pelo tempo.
Uma outra edição em DVD foi lançada exclusivamente para a Austrália, em 2005, com um comentário do editor-chefe Jim Shepherd, da Frew Publications.

## Crítica
De acordo com Harmon e Glut: "Unquestionably, The Phantom was one of Columbia's better serials... a task in casting, settings, and mood totally missing in such disasters as Batman from the same studio"". Cline escreveu que a caracterização de Tyler, em seu último papel em seriado, foi mais vívida do que em Adventures of Captain Marvel, mas um pouco menos memorável”.

## Sequência
Em 1955, a Columbia Pictures filmou uma sequência de O Fantasma, na época com John Hart no papel outrora de Tom Tyler, que morrera em 1954. A série estava sendo muito bem produzida quando o produtor Sam Katzman descobriu que os direitos da Columbia Pictures para o personagem haviam expirado, e o proprietário King Features não estava disposto a renová-los. Katzman apressadamente transformaria Return of the Phantom em The Adventures of Captain Africa.

## Capítulos
1. The Sign of the Skull
2. The Man Who Never Dies
3. A Traitor's Code
4. The Seat of Judgment
5. The Ghost Who Walks
6. Jungle Whispers
7. The Mystery Well
8. In Quest of the Keys
9. The Fire Princess
10. The Chamber of Death
11. The Emerald Key
12. The Fangs of the Beast
13. The Road to Zoloz
14. The Lost City
15. Peace in the Jungle

Fonte: